# Ваньдашань
Ваньдашань (кит. трад. 完達山, спр. 完达山, піньїнь: Wándá shān) — гори, що розташовані в провінції Хейлунцзян на крайньому північному сході Китаю. Хребет обмежує улоговину озера Ханка із заходу і північного заходу, у той час як південні відроги Сіхоте-Аліню є її кордоном на сході. Протяжність хребта близько 400 км, середня висота менше 800 м. Найвищий пік — гора Шеньдін-Шань (831 м над рівнем моря). Біля південних відрогів цього хребта розташоване озеро Цзінпоху.
Гори Ваньдашань — одне з небагатьох місць проживання амурського тигра в Китаї. У східній частині хребта, у лісовому господарстві Дунфанхун, мешкає 5-6 амурських тигрів. Це приблизно становить чверть усієї китайської популяції цього хижака. Було заплановано створити заповідник. Там таки на початку XX століття відзначали окремі заходи ще рідкіснішого пардуса амурського або ж пантери плямистої амурської. У гірських лісах Ваньдашаню росте багато рідкісних грибів і рослин, зокрема, гриб Auricularia polytricha, папороть Osmundastrum cinnamomeum.